# Ituna lamirus
Ituna lamirus is een vlinder uit de familie Nymphalidae. De wetenschappelijke naam van de soort is voor het eerst geldig gepubliceerd in 1817 door Pierre André Latreille.